# Тимошино (Рыбинский район)
Тимошино — деревня Арефинского сельского поселения Рыбинского района Ярославской области .
Деревня стоит на правом высоком, выше 10 м берегу реки Ухра, выше по течению и к юго-востоку от центра сельского поселения села Арефино, на расстоянии 6,5 км по прямой. Деревня стоит на мысу, образовавшемся берегом Ухры и протекающим к западу от Тимошино ручьём, образующим при впадении в Ухру глубокий овраг. Через Тимошино вниз по правому берегу Ухры проходит дорога, связывающая деревню с центром сельского поселения. Ближайшая в этом направлении деревня Седлово удалена на 1 км к западу, дорога к ней пересекает уже указанный безымянный ручей, длиной до 5 км, протекающий в южном направлении из болота урочище Клюковник, оставляя в среднем течении по левому берегу деревню Заднево. На плане Генерального межевания Рыбинского уезда 1792 года он обозначен как речка Талица. Практически напротив устья этого ручья в Ухру с левого берега впадает речка Павловка. С восточной стороны, на небольшом расстоянии от Тимошино протекает ещё один безымянный ручей, за которым располагается деревня Ивановское. На противоположном правом, таком же высоком берегу, ниже по течению, на расстоянии около 1,5 км к юго-западу стоит деревня Спас-Ухра. К северу от Тимошино расположен обширный незаселёный лесной массив в бассейне рек Восломка, Вогуй вплоть до долины реки Кештома. Единственный населённый пункт в этом краю деревня Заднево, к ней от деревни Седлово идёт просёлочная дорога .
Деревня Тимошина обозначена на плане Генерального межевания Рыбинского уезда 1792 года.
На 1 января 2007 года в деревне Тимошино не числилось постоянных жителей . Деревню обслуживает почтовое отделение, расположенное в деревне Починок–Болотово .